# 西区 (大阪市)
西区（にしく）は、大阪市を構成する24行政区のうちの一つ。市の都心中西部に位置している。日本最古の行政区であり、大阪都心6区の一角を成す。

## 概要
市制施行以前にさかのぼる郡区町村編制法施行により発足し、以来統廃合されていない区の一つで、当区のほかに京都市上京区・下京区も該当するが、大阪府が京都府より2か月早く施行しているため、当区が日本最古の区となっている。また、同法施行により発足した大阪4区（東区・南区・西区・北区）のうち唯一統廃合されていない、大阪市最古の区でもあり、日本の政令指定都市で西区と称する行政区のうち最古の区でもある。
都心回帰の傾向が強まるなか、職住近接に適した有数の良質なマンションや集合住宅が立ち並ぶ高層住宅地として再開発が進んでおり、特に区南東部の新町・北堀江・南堀江では小学校の教室が不足するなど、人口が急増している。同じ大阪市の中央区や北区と同様に人口の自然増も大きく、日本の政令指定都市の行政区の中で最も人口密度が高くなっている。

## 地理
区域は東を西横堀川（埋立。阪神高速1号環状線北行き）、南を道頓堀川・岩崎運河、西を境川運河（埋立）、北を安治川・土佐堀川に囲まれた矩形をしている。おおむね中央を南流する木津川を境に、東西に大別される。

### 東部
江戸時代から全域が市街化していた東部は、江戸堀川・京町堀川・海部堀川・阿波堀川・薩摩堀川・立売堀川・長堀川・堀江川・百間堀川といった堀川が巡らされた水運主体の街だったが、これらの堀川は戦後に全て埋め立てられた。
下船場
船場の西隣りのエリアで、西船場とも呼ばれる。都心のオアシスのひとつとなっている靱公園が靱本町にあり、南船場に隣接する新町は、カフェ・レストラン・服飾店・インテリアショップ・雑貨店などファッショナブルな店舗の新しい集積地となっている。
堀江
島之内の西隣りのエリアで、堀江川跡を境に南北に分かれる。南堀江の立花通り沿いに服やインテリアの店舗、カフェなどが広がっている。
江之子島
下船場の西に位置する中洲だったが、百間堀川が埋め立てられたため地続きになっている。明治・大正期における地方行政の中心地だった所で、大阪府庁・大阪市役所・西区役所の3庁舎が江之子島に立地していた時期もあった。

### 西部
寺島の木津川沿いや、富島・古川・安治川新地など江戸時代から市街化していた地域もあるが、大半を旧・西成郡九条村が占めていた西部は明治以降に市街化された地域が多い。
千代崎
江戸時代には寺島、明治以降は松島と呼ばれた、木津川と尻無川に挟まれた中州だったが、尻無川上流部が埋め立てられたため地続きになっている。明治初期に松島遊廓が開設され、大変な賑わいを見せていたが、大阪大空襲により焼失した。
江戸時代の新田開発で寺島の南側に誕生した岩崎新田には、大阪市編入と同年に大阪ガスが設立され、ちょうど100年後には大阪ガスの工場跡地に大阪ドームが開場した。
川口
北東端は川口外国人居留地跡、北部は当時の大阪港だった富島にあたる。安治川沿いの河港であるため大型商船が入港できず、外国商人らは早々に川口を去って神戸に移った。その後、居留地の南側の本田の一部にかけて中国商人が入るようになり、日中戦争激化まで小規模ながら中華街が存在した。
安治川
江戸時代の安治川開削に伴って両岸に開発された新地の南半分にあたり、旧河道沿いの富島・古川と同時期に大坂市街へ編入された。日本初の沈埋トンネルである安治川トンネルが対岸の西九条とを結ぶ。
本田・九条
九条駅を挟んで東側にナインモール九条、西側にキララ九条という2つのアーケード商店街が伸び、東側には松島新地もある。境川運河跡付近には工場が多い。

### 地名
- 安治川（あじがわ）
- 阿波座（あわざ）
- 立売堀（いたちぼり）
- 靱本町（うつぼほんまち）
- 江戸堀（えどぼり）
- 江之子島（えのこじま）
- 川口（かわぐち）
- 北堀江（きたほりえ）
- 南堀江（みなみほりえ）
- 京町堀（きょうまちぼり）
- 九条（くじょう）
- 九条南（くじょうみなみ）
- 境川（さかいがわ）
- 新町（しんまち）
- 千代崎（ちよざき）
- 土佐堀（とさぼり）
- 西本町（にしほんまち）
- 本田（ほんでん）

## 人口
| 西区（に相当する地域）の人口の推移 |          |  |
| \| 1970年（昭和45年） \| 56,980人 \| \| \| 1975年（昭和50年） \| 50,078人 \| \| \| 1980年（昭和55年） \| 53,695人 \| \| \| 1985年（昭和60年） \| 58,157人 \| \| \| 1990年（平成2年） \| 59,288人 \| \| \| 1995年（平成7年） \| 58,674人 \| \| \| 2000年（平成12年） \| 63,402人 \| \| \| 2005年（平成17年） \| 72,591人 \| \| \| 2010年（平成22年） \| 83,058人 \| \| \| 2015年（平成27年） \| 92,430人 \| \| |          |  |
| 総務省統計局 国勢調査より |          |  |
| 1970年（昭和45年） | 56,980人 |  |
| 1975年（昭和50年） | 50,078人 |  |
| 1980年（昭和55年） | 53,695人 |  |
| 1985年（昭和60年） | 58,157人 |  |
| 1990年（平成2年） | 59,288人 |  |
| 1995年（平成7年） | 58,674人 |  |
| 2000年（平成12年） | 63,402人 |  |
| 2005年（平成17年） | 72,591人 |  |
| 2010年（平成22年） | 83,058人 |  |
| 2015年（平成27年） | 92,430人 |  |

## 歴史

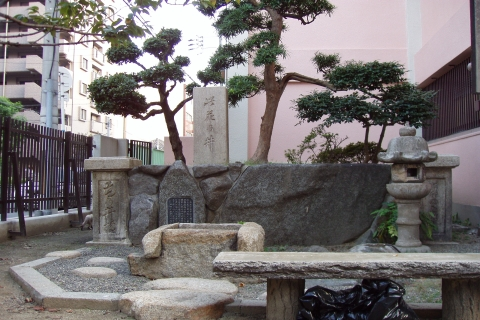
大阪市立花乃井中学校そばにある此花乃井（石見国津和野藩亀井氏の蔵屋敷内にあった井戸）

上町台地から西部に位置し1869年、近世以来の大坂三郷を再編して発足した四大組の一つである西大組の流れを汲む。1875年の大区小区制施行により西大組は第3大区となり、1879年の郡区町村編制法施行により第3大区が西区となった（ただし、のちの西浜町域を除く）。1889年の市制施行により区域と名称はそのまま大阪市の行政区へ移行した。
1897年に西成郡九条村・川南村の木津川以西・川北村の伝法川以南を編入。1925年に港区と此花区を分区。この際、川口・本田地区を除く旧九条村は一旦港区となり、それまで北区だった富島・古川・安治川地区も港区となった。1943年より現在の区域となる。区役所は当初、阿波堀通1丁目に設置されたが、1880年に薩摩堀北之町へ、1893年に江之子島東之町へ、1934年に西長堀北通4丁目（現在地）へ移転された。
木津川および百間堀川より東の下船場・堀江は、近世以来多くの堀川が整備され、雑喉場魚市場、海産物などの問屋街、土佐藩・薩摩藩・徳山藩などの蔵屋敷が立地して栄え、船運が発達した地域であった。また、新町遊廓や堀江新地など遊興の場も作られた。木津川より西の九条は淀川河口の中洲だったが、近世初期に農地として開発され「衢壌（くじょう）島」と名づけられ、後に九条と改められた。安治川と木津川の分流点である九条北端の川口には大坂船手の船番所や組屋敷などが置かれた。
明治時代には大坂船手跡地に川口外国人居留地が設置（1868年 - 1899年）され、大阪における文明開化の象徴の地となった。川口の木津川対岸に位置する江之子島には大阪府庁舎・大阪市庁舎が建設されるなど、大正時代まで大阪府の行政の中心地であった。川口居留地は川底が浅く大型商船が入らないため、外国商人は間もなく神戸に移っていったが、代わって中国商人が入り、日中戦争の激化までは中華街が存在した。一方、江之子島の南、尻無川（埋立部分）と木津川に挟まれた寺島には明治以降新町遊郭から遊廓が移転し松島遊廓となり、堀江新地も引き続き遊興地として繁栄した。松島に近い九条新道（九条商店街）は「西の心斎橋」と呼ばれた事もあった。
しかし、下船場の市場の機能はより大きな市場に集約されてゆく。雑喉場魚市場と靱の海産物問屋街は1931年に開設した大阪市中央卸売市場に移転統合され、問屋街の跡地は大阪大空襲で壊滅のうえ占領軍の飛行場にされ（現在の靱公園）、松島新地や堀江新地は戦後廃止された。また、御堂筋の開通により、梅田と難波を初めて結んだ四つ橋筋は相対的に地位が低下した。材木商、陶器商、機械金属商なども高度成長期以降、都心の渋滞を避けて郊外に移転し、流通の簡素化で問屋業が衰退するなど、かつてほどの活気はなくなった。
しかし、近年の都心回帰により、堂島や中之島などの都心ビジネス街に隣接した住宅エリアとしての利便性が見直され、高層マンションの相次ぐ建設などで人口が急増すると共に、堀江・新町・靱公園周辺などがカフェ・レストラン・服飾店・インテリアショップ・雑貨店などファッショナブルな店舗の新しい集積地となった。また、江戸堀・京町堀・新町に数多く残る、大正～昭和初期築の近代建築や雑居ビルがギャラリーなど文化情報発信の拠点として活用され続けているなど、街への魅力から近年訪れたり店を開く若者が増加している。
2005年に実施された国勢調査において、人口増加率が隣接する中央区に次いで高い14.5%増を記録した。これは政令指定都市の行政区の中では大阪市中央区、横浜市都筑区に次いで3番目に高い数値である。1889年の市制施行時の東南西北4区のうち、東区と南区は合併して中央区になり、北区は北隣の大淀区と合併して新たな北区となったため、市制施行時から単独で存在する区としては西区が最古ということになるが、現在の西区は都心回帰による再開発によって関西の文化・流行の最先端を進む区に変貌しつつあり、進取の気風を重んじる大阪らしさを象徴する地域となっている。

## 交通

### 鉄道
かつて西区を経由する鉄道路線は大阪市営地下鉄（現：大阪市高速電気軌道）のみだったが、2009年3月20日開業の阪神なんば線がこの区で初めての民営路線による駅の開設となった。
大阪市高速電気軌道 (Osaka Metro)
四つ橋線
- 肥後橋駅 - 本町駅 - 四ツ橋駅

中央線
- 九条駅 - 阿波座駅

千日前線
- 阿波座駅 - 西長堀駅

長堀鶴見緑地線
- ドーム前千代崎駅 - 西長堀駅 - 西大橋駅

阪神電気鉄道
 阪神なんば線
- 九条駅 - ドーム前駅

その他、西日本旅客鉄道（JR西日本）大阪環状線が大正駅 - 弁天町駅間でごく僅かながら西区（千代崎三丁目・境川一丁目）を通過しており、車内から京セラドーム大阪が俯瞰できる。なお、計画中の仮称なにわ筋線では、区内にJR西日本と南海電気鉄道の共同使用駅となる西本町駅が開業する予定となっている。開業すれば阪神に次いで、2・3社目（JR西日本・南海）となる民営路線による駅が新たに設置されることとなる。

### バス
- 大阪シティバス - 本社（旧交通局本庁舎）は当区九条南にある。また以前は本庁舎および大阪ドームに隣接して市バス九条営業所があった。また、ドーム前千代崎駅前にバスターミナルがある。ドーム前千代崎とIKEA鶴浜を結ぶIKEA⇔梅田・大正Expressを運行している。

### 道路
- 阪神高速道路
  - 3号神戸線
    - 西長堀出入口 - 中之島西出入口

  - 16号大阪港線

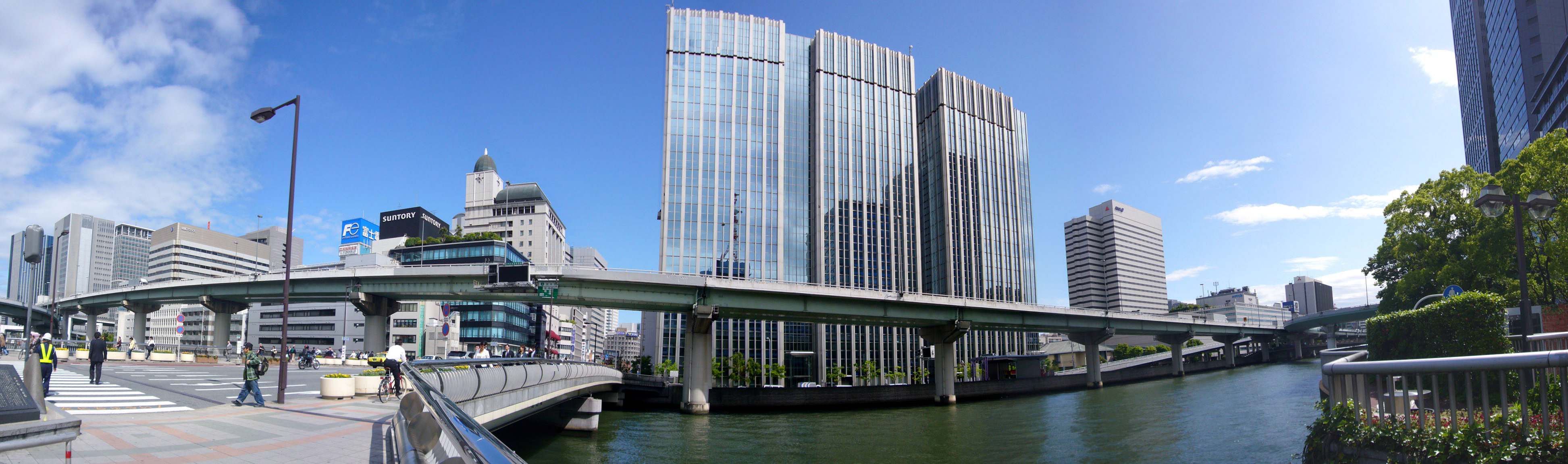
四つ橋筋の渡辺橋、堂島川上の阪神高速道路

    - 阿波座出入口 - 西長堀出入口 - 九条出口 - 本田入口
- 土佐堀通
- 本町通（国道172号）
- 中央大通
- 長堀通（大阪府道173号大阪八尾線）
- 新なにわ筋（大阪府道29号大阪臨海線）
- あみだ池筋
- なにわ筋（大阪府道41号大阪伊丹線）
- 四つ橋筋

## 教育

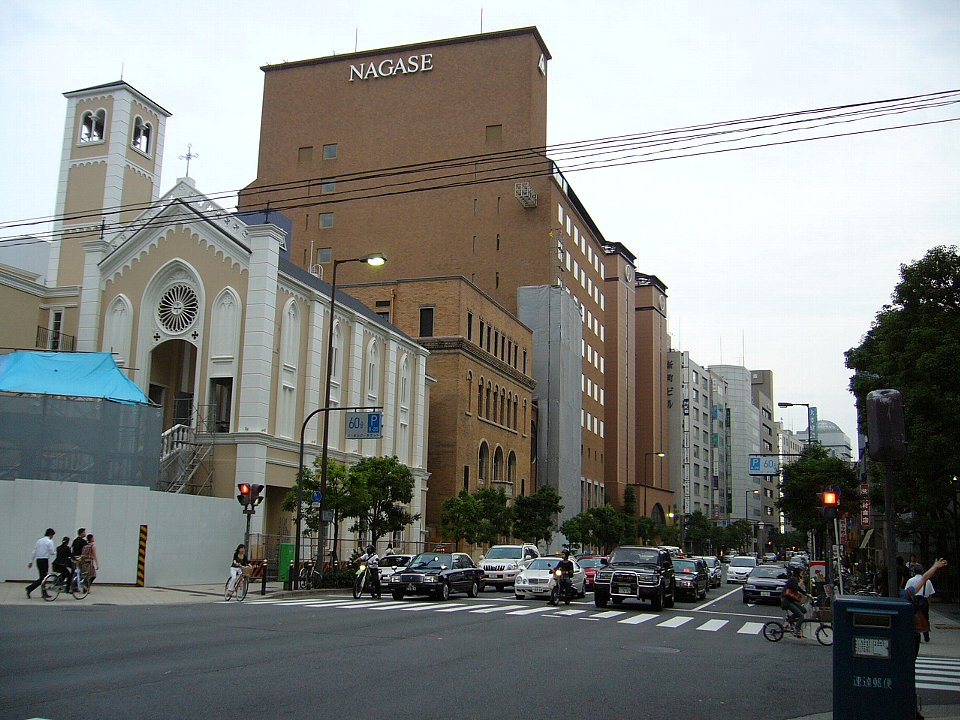
四つ橋筋　新町付近　向かって左側2つ目の建物は昭和3年建造の長瀬産業本館ビル

### 専修学校
- 大阪ECO動物海洋専門学校
- 大阪キャリナリー製菓調理専門学校
- 大阪鉄道・観光専門学校
- 大阪テーマパーク・ダンス専門学校
- 大阪府柔道整復師会専門学校
- 大阪ブライダル専門学校
- 大阪外国語・ホテル・エアライン専門学校
- 大阪コミュニケーションアート専門学校
- 大阪スクールオブミュージック専門学校
- 大阪ダンス・俳優&舞台芸術専門学校
- 大阪YMCA国際専門学校
- 大阪歯科学院専門学校
- OCA大阪デザイン&IT専門学校
- 専門学校ヒコ・みづのジュエリーカレッジ大阪

### 高等学校
- 大阪市立西高等学校 ※2022年度より、統廃合により 北区・大阪府立桜和高等学校内の校舎に移転。

### 中学校
- 大阪市立西中学校
- 大阪市立花乃井中学校
- 大阪市立堀江中学校

### 小学校
- 大阪市立西船場小学校
- 大阪市立日吉小学校
- 大阪市立九条南小学校
- 大阪市立九条東小学校
- 大阪市立九条北小学校
- 大阪市立本田小学校
- 大阪市立堀江小学校
- 大阪市立明治小学校

### 幼稚園
- 大阪市立九条幼稚園
- 大阪市立靱幼稚園
- 大阪市立日吉幼稚園
- 大阪市立西船場幼稚園
- 大阪市立堀江幼稚園
- 福音幼稚園
- 川口聖マリア幼稚園

## 名所・旧跡・施設
- 靱公園
  - 靱テニスセンター
- 松島公園
- 大阪科学技術館
  - レーザー技術総合研究所
- 京セラドーム大阪
- 大阪市立中央図書館
- 大阪府立江之子島文化芸術創造センター
- 楠永神社
- 金光教玉水教会（国の登録有形文化財）
- 土佐稲荷神社
- 御霊神社堀江行宮
- サムハラ神社
- 茨住吉神社
- あみだ池（和光寺）
- オリックス劇場
- 旧川口居留地
  - 日本聖公会川口基督教会（国の登録有形文化財）
  - 川口アパート
- 日本基督教団大阪教会（国の登録有形文化財）
- 日本キリスト教会大阪西教会
- 山内ビル（国の登録有形文化財）
- 日本生命病院
- 大野記念病院
- 大阪府津波・高潮ステーション

### バファローズのお膝元
1997年に近鉄バファローズのホームスタジアムとして大阪ドーム（2006年・命名権取得のため「京セラドーム大阪」に改称）が完成すると、球場の最寄の商店街の一つである当区のナインモール九条商店街もバファローズのお膝元として地域に密着したチーム作りを応援する体制を整えるようになった。これをきっかけに「バファロード」なる愛称も付いた。
しかし、2004年シーズン中にオリックス・ブルーウェーブとの合併計画が発覚したことをきっかけに、同商店街では合併の撤回運動を展開したが、合併決定は覆らなかった。だが2005年度以後もチーム名にバファローズが残ること、大阪ドーム（京セラドーム大阪）を本拠（専用球場、2006年のみ神戸スカイマークスタジアム（当時）に変更）とすることから今後も同商店街はバファローズのお膝元の商店街と位置づけて様々な応援キャンペーンを続けている。

## 集合住宅

### 超高層マンション
- 大阪ひびきの街 ザ・サンクタスタワー
- ライオンズマンション大阪スカイタワー
- 阿波座ライズタワーズフラッグ46
- エルザグレース堀江タワー

### 住宅団地
- 都市再生機構西長堀アパート（当時の日本住宅公団による都市型高層住宅の第1号として知られている）
- 大阪市住宅供給公社コーシャハイツ九条南
- 大阪市住宅供給公社コーシャハイツ川口

なお西区は大阪市営住宅（旧大阪府営住宅含む）は一切存在せず、同様の事例は他に福島区も該当する。

## 西区に本社を置く企業・団体

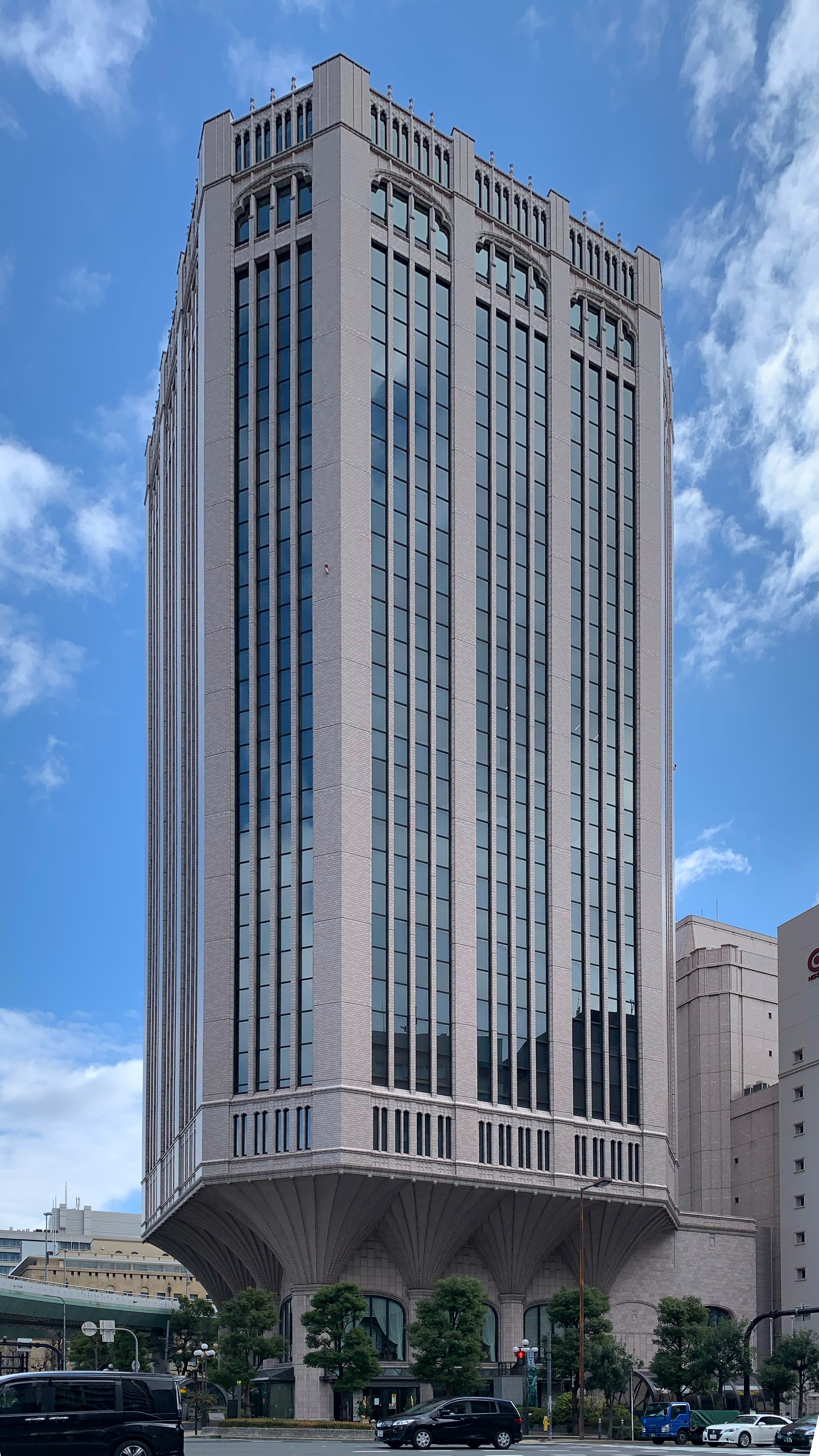
大同生命大阪本社ビル
旧大同生命肥後橋ビルのテラコッタに、限りなく近づけ旧ビルのイメージを大切に建築された。

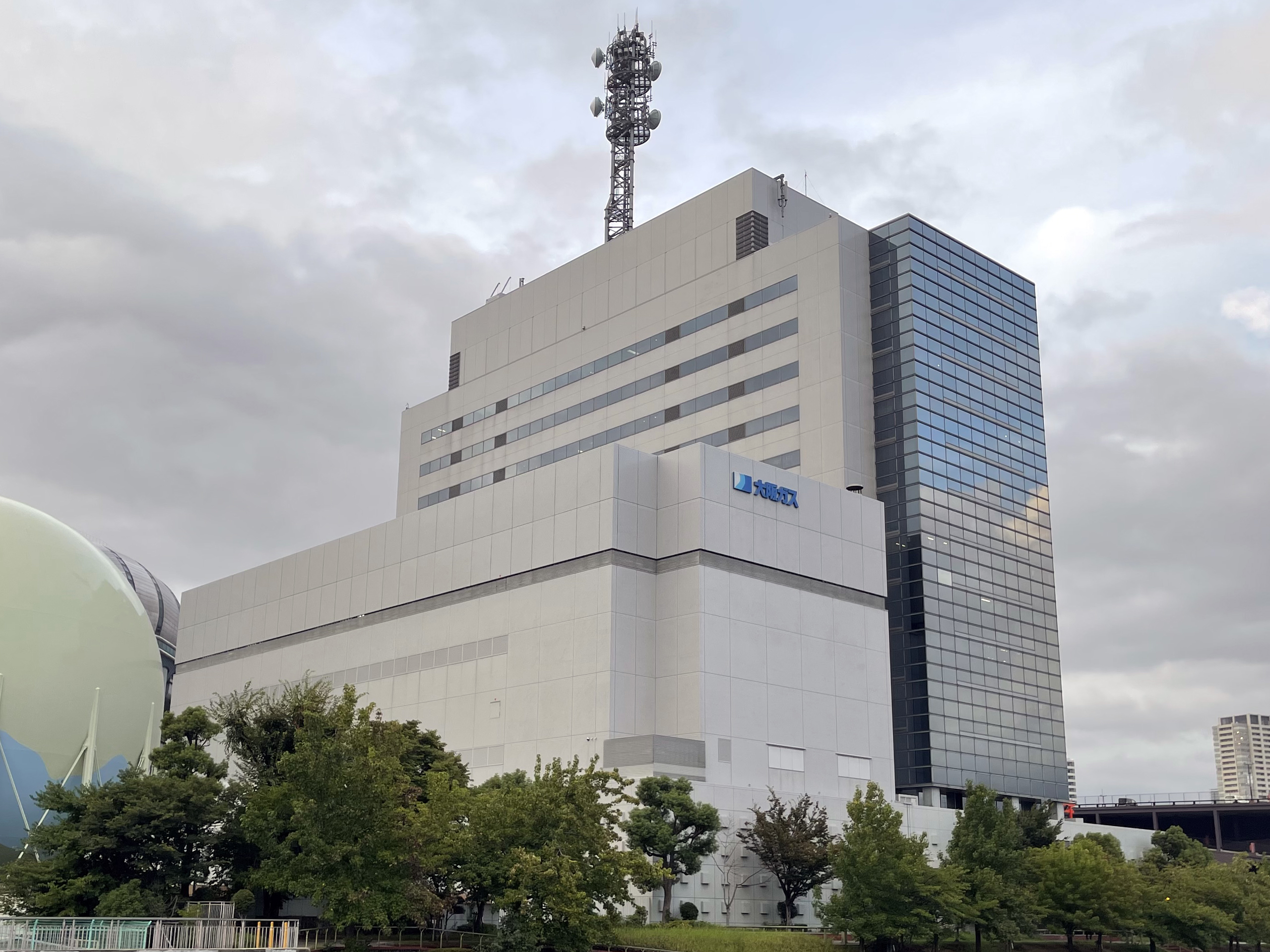
大阪ガス発祥地・西区にあるドームシティーガスビル（大阪ドームそば）

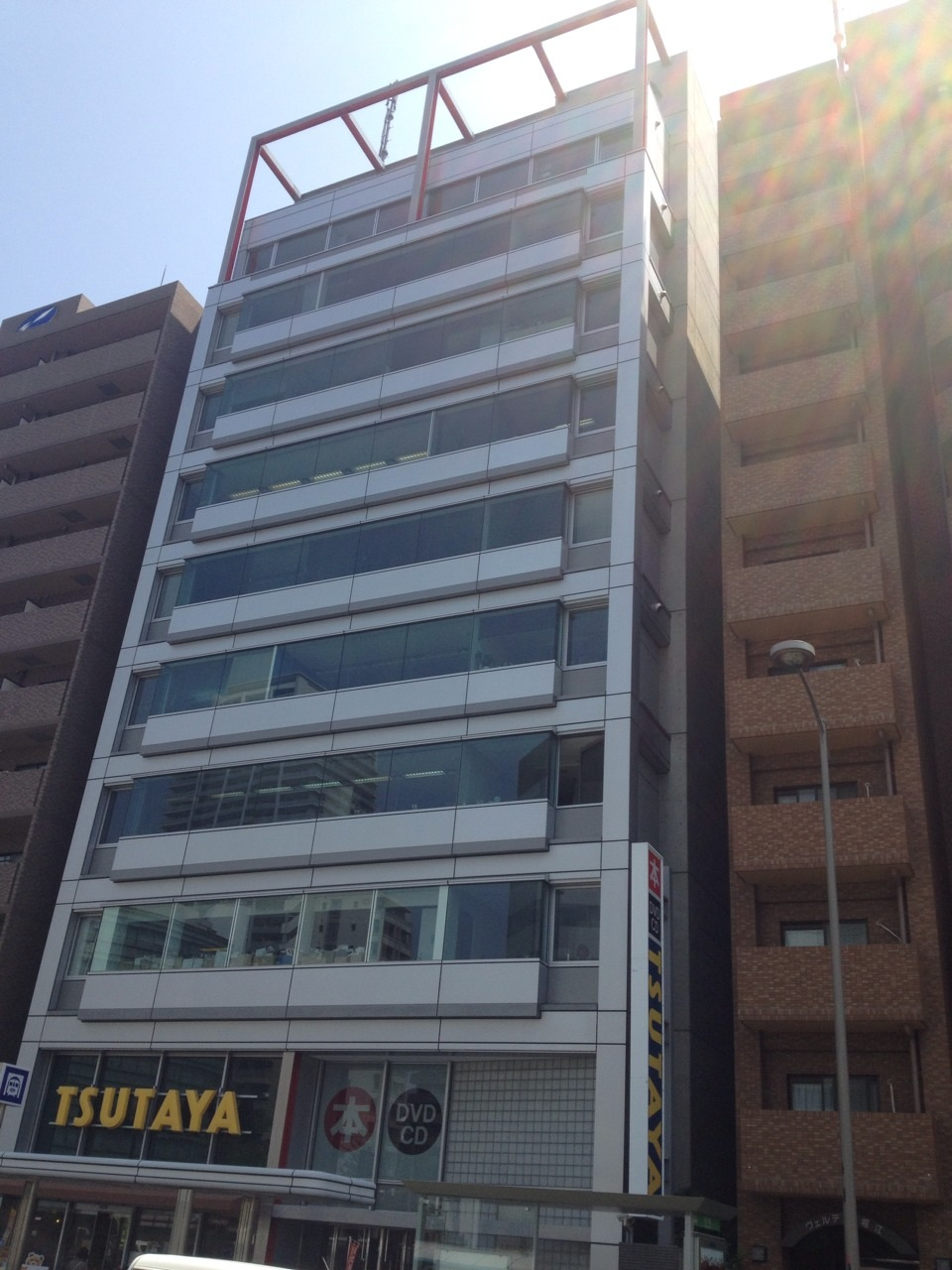
久我ビル北館（ENWA）

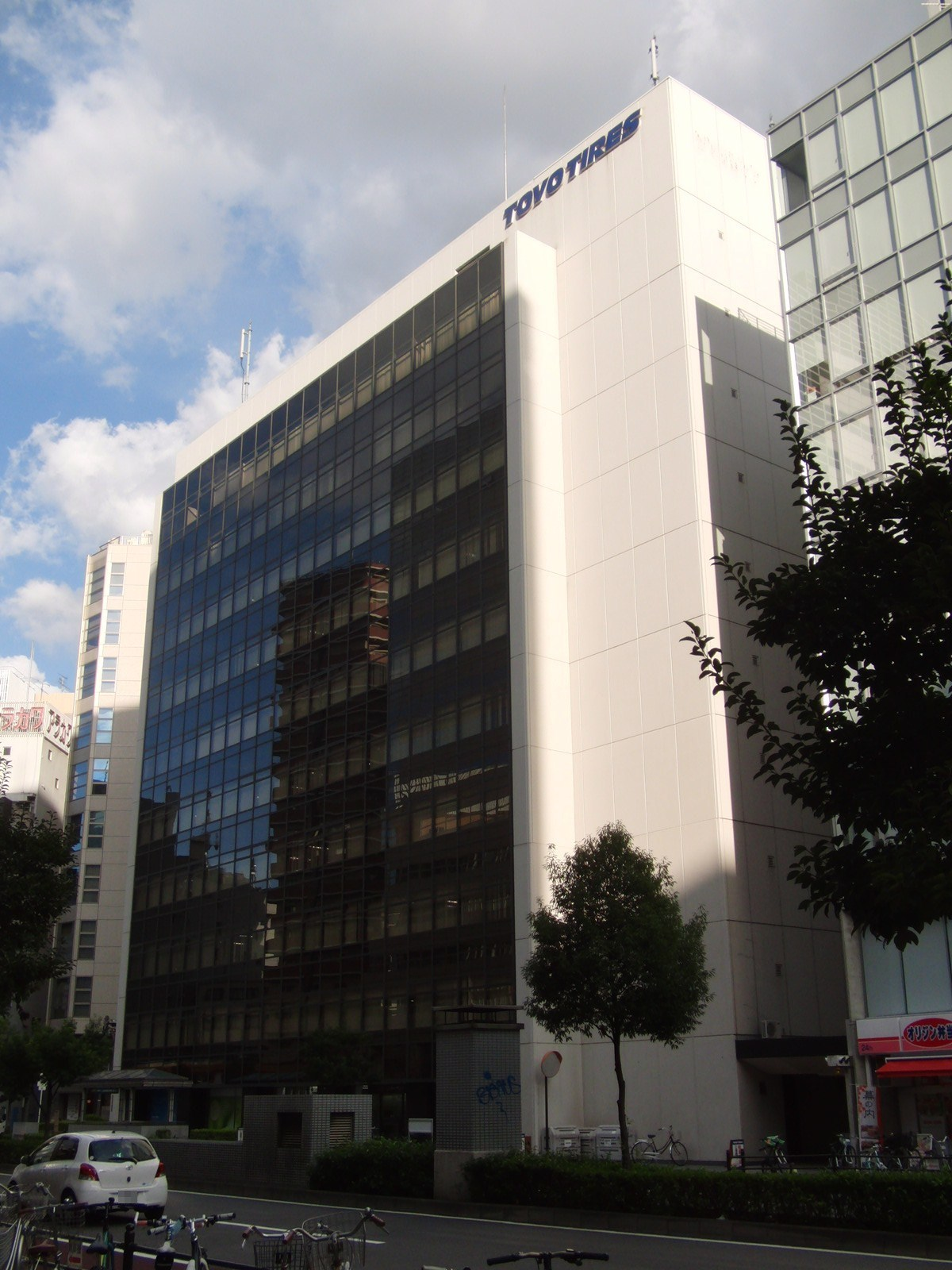
TOYO TIRE

- あみだ池大黒 - 1805年（文化2年）創業の大阪名物おこしメーカー
- ENWA - テレビ会議（ビデオ会議、WEB会議）システムを販売している会社
- 扇谷 - 非鉄金属を主力とする産業資材の商社
- オージス総研 - 大阪ガスグループのIT企業
- 大八洲
- 大阪ソーダ
- オリックス大阪本社（登記上の本店は東京都港区）
- フルベール化粧品
- 大同生命保険（登記上の本店）
- 石原産業
- 長瀬産業（登記上の本店）
- 栗本鐵工所
- 山善（登記上の本店） - 『どてらい男』のモデルとして知られる山本猛夫が創設した商社
- 杉本商事
- 立花エレテック
- アスワン
- 大日本除虫菊 - 金鳥ブランドで知られる殺虫剤などの総合日用品メーカー
- 因幡電機産業
- 大阪トヨペット
- 日本総合研究所大阪本社（登記上の本店は東京都品川区）
- 奥本製粉 -「スキー」ブランドのパスタでその名を知られる製粉会社。神戸物産の運営する「業務スーパー」でも取り扱われている。
- TOYO TIRE - タイヤのシェアで国内第4位。
- NTN
- JSOL大阪本社（登記上の本店は東京都千代田区）
- 銭高組
- 大阪屋
- サカタインクス（登記上の本店）
- オー・エム・コーポレーション
- GIZA studio
- 近畿労働金庫
- 大同信用組合
- PILLAR - 東証プライム上場。2017年に淀川区から移転。
- 日本交通
- 水空間
- 非破壊検査
- 神戸生絲
- ACジャパン - ここが発祥の地（登記上の本部は東京都中央区）
- モンベル - 1975年に辰野勇が創業した日本では数少なかったアウトドア総合メーカー
- シティホーム建物管理
- ビューティーラボラトリー
- フジキン - バルブや継手のメーカー。日本の企業で唯一チョウザメの研究を行い、人工孵化にも成功している。
- テラモト
- 長谷川工業
- 大幸薬品 - 『正露丸』で有名な製薬会社。2014年3月に吹田市から本社機能を移転。なお吹田市の本社は登記上の本店として存続。
- 大阪シティバス
- 株式会社アステックトゥーワン
- 浪速運送
- ワン・ダイニング
- デイリースポーツ（大阪本社）
- ハクキンカイロ
- マツモト産業
- 平安伸銅工業 - 突っ張り棒を発明、関連商品も含め製造・販売を行うメーカー

大阪発祥の企業である朝日新聞社・サントリー・大阪ガス・象印マホービン・タイガー魔法瓶・コクヨはこの西区が発祥地であるが、大阪ガスの方は、現在大阪ドームの近接地に「ドームシティーガスビル」という大阪ガス所有のビジネスビルがある。

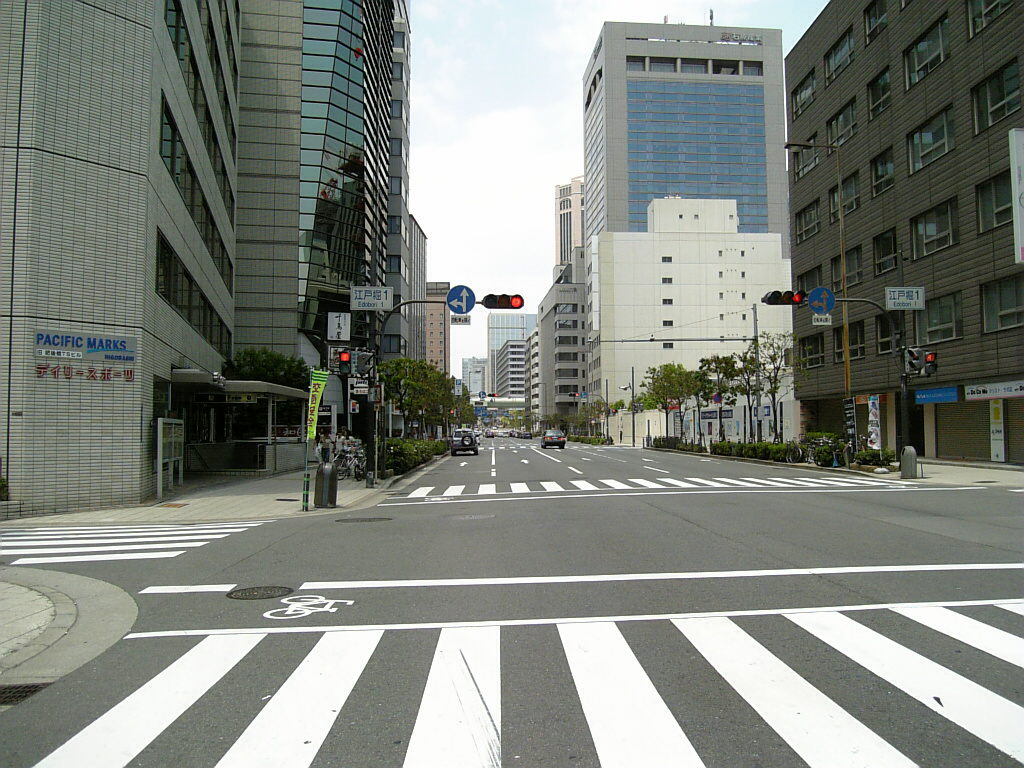
四つ橋筋　江戸堀一丁目交差点
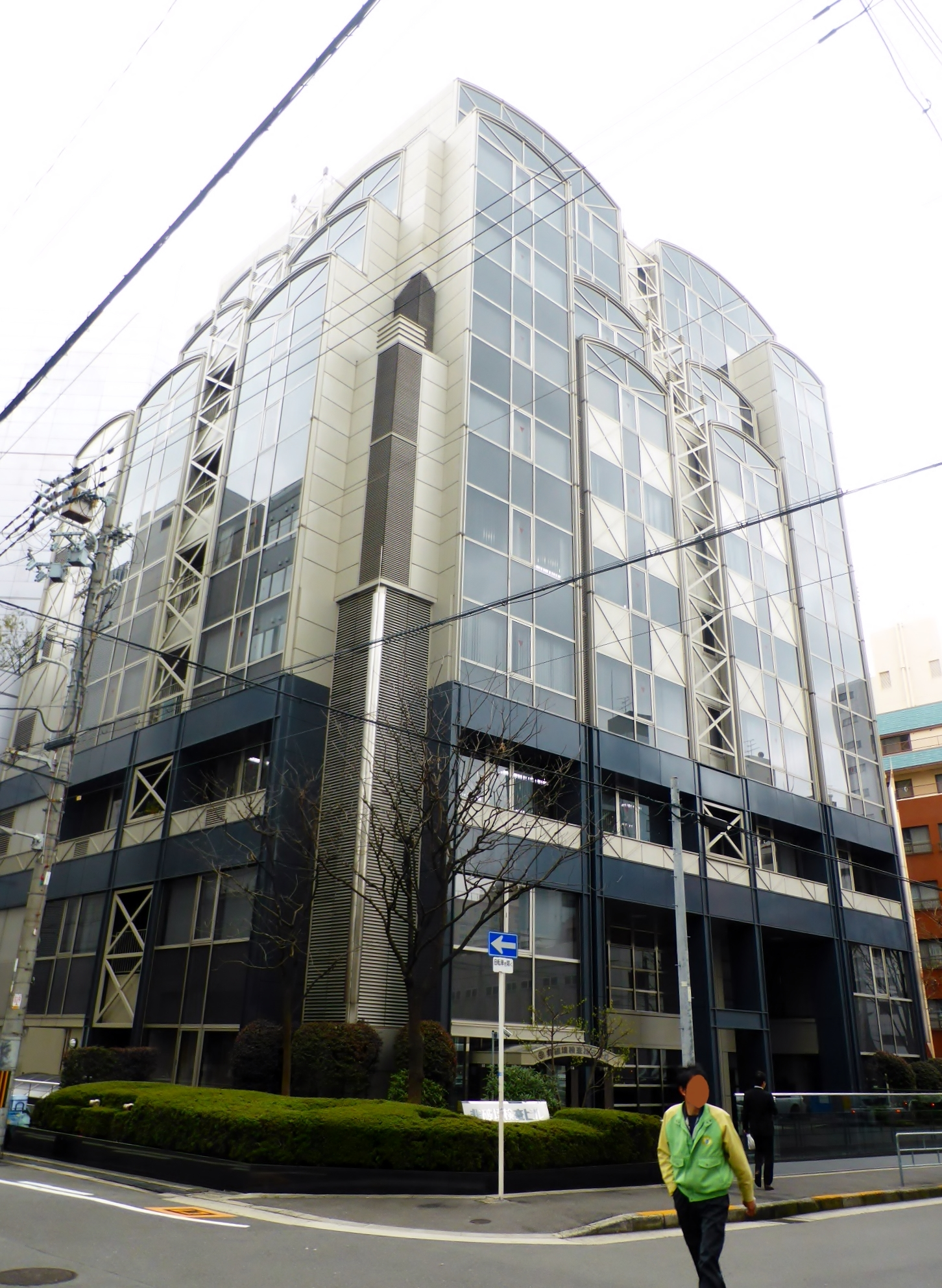
非破壊検査
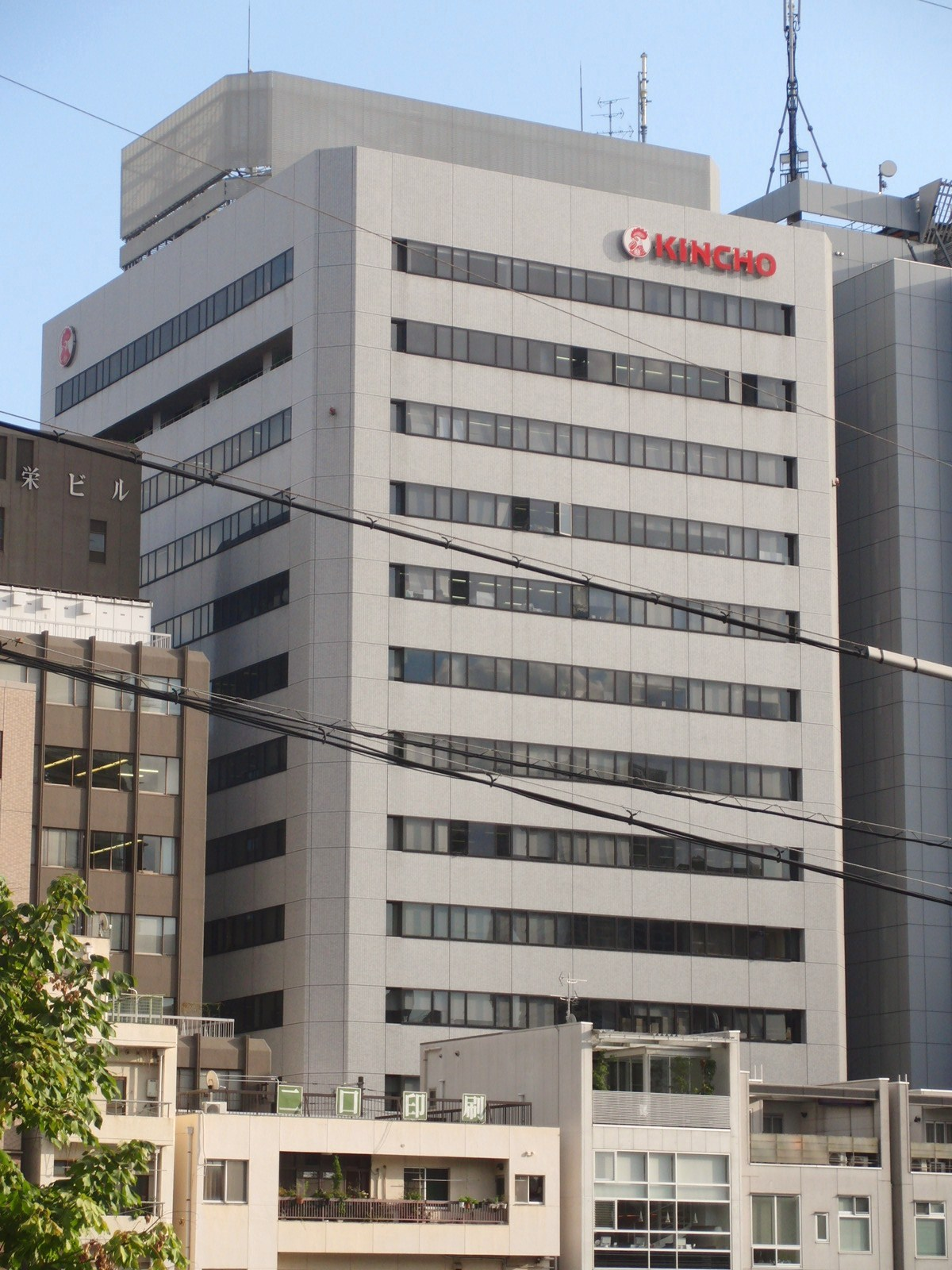
大日本除虫菊

## 出身有名人

### 経済
- 井上源治郎（クレパス本舗桜商会技術顧問）
- 谷井等（シナジーマーケティング創業者）

### 学術
- 戸田義郎（経営学者、元神戸大学学長）

### 士業
- 宮崎武吉（旧姓・井上、弁護士、税理士、弁理士、お笑いタレント椿鬼奴の祖父[2]）

### 文化
- 梶井基次郎（小説家）
- 筒井康隆（小説家）
- 三好達治（詩人）

### 芸能
- 嵐璃徳（俳優）
- 市川右太衛門（俳優）
- 藤山寛美（喜劇役者）
- 山本富士子（女優）
- U.K.（ラジオDJ・タレント。本名：楠雄二朗、別名：くっすん）

### スポーツ
- 島野愛友利（女子野球選手）
- 田尾安志（元プロ野球選手）

### マスコミ
- 山内久司（TVプロデューサー・朝日放送常任顧問）